# VFW-Fokker VAK 191 B
Die VAK 191 B ist ein strahlgetriebenes deutsches Senkrechtstarter-Experimentalflugzeug.
Sie sollte in Deutschland das leichte Erdkampfflugzeug Fiat G.91 ersetzen.

## Geschichte
Als Basis für die Entwicklung des VAKs (Vertikalstartendes Aufklärungs- und Kampfflugzeug) diente die NATO Basic Military Requirements (NBMR) 3b. Im Jahr 1961 wurden die Anforderungen durch das Bundesministerium der Verteidigung (BMVg) konkretisiert. Es wurde ein schnell fliegendes und in geringer Höhe operierendes Kampfflugzeug mit der Eignung zum Einsatz von Atomwaffen gefordert. Es sollte ein multinationales Projekt zwischen Italien, Großbritannien und Deutschland werden. Großbritannien entschied sich jedoch sehr frühzeitig dafür, die Hawker P.1127 alleine weiterzuentwickeln, und schied aus dem Projekt aus.
Ende 1963 wurde die Focke-Wulf FW1262 (VAK 191B) als Sieger ausgewählt. Die Konkurrenten waren
- die Hawker P.1127 (VAK 191A),
- die EWR EK 421 (VAK 191C) und
- die Fiat G.95/4 (VAK 191D).

Nach dem Zusammenschluss von Focke-Wulf und Weser-Flugzeugbau zu VFW sowie von VFW und Fokker zu VFW-Fokker erhielt das Flugzeug die Bezeichnung VFW-Fokker VAK 191B.
1967 entschied sich Italien dafür, ebenfalls aus dem Projekt auszuscheiden.
Das BMVg entschied sich 1972 das bisher 250 Mio. Euro teure Projekt nicht mehr länger zu finanzieren, da die militärischen Vorgaben und Forderungen das Projekt obsolet machten. Auch wenn das Programm als Fehlschlag gesehen wurde, leistete es wichtige Vorarbeiten für die Entwicklung des MRCA/Panavia Tornado.

## Technik

### Antrieb

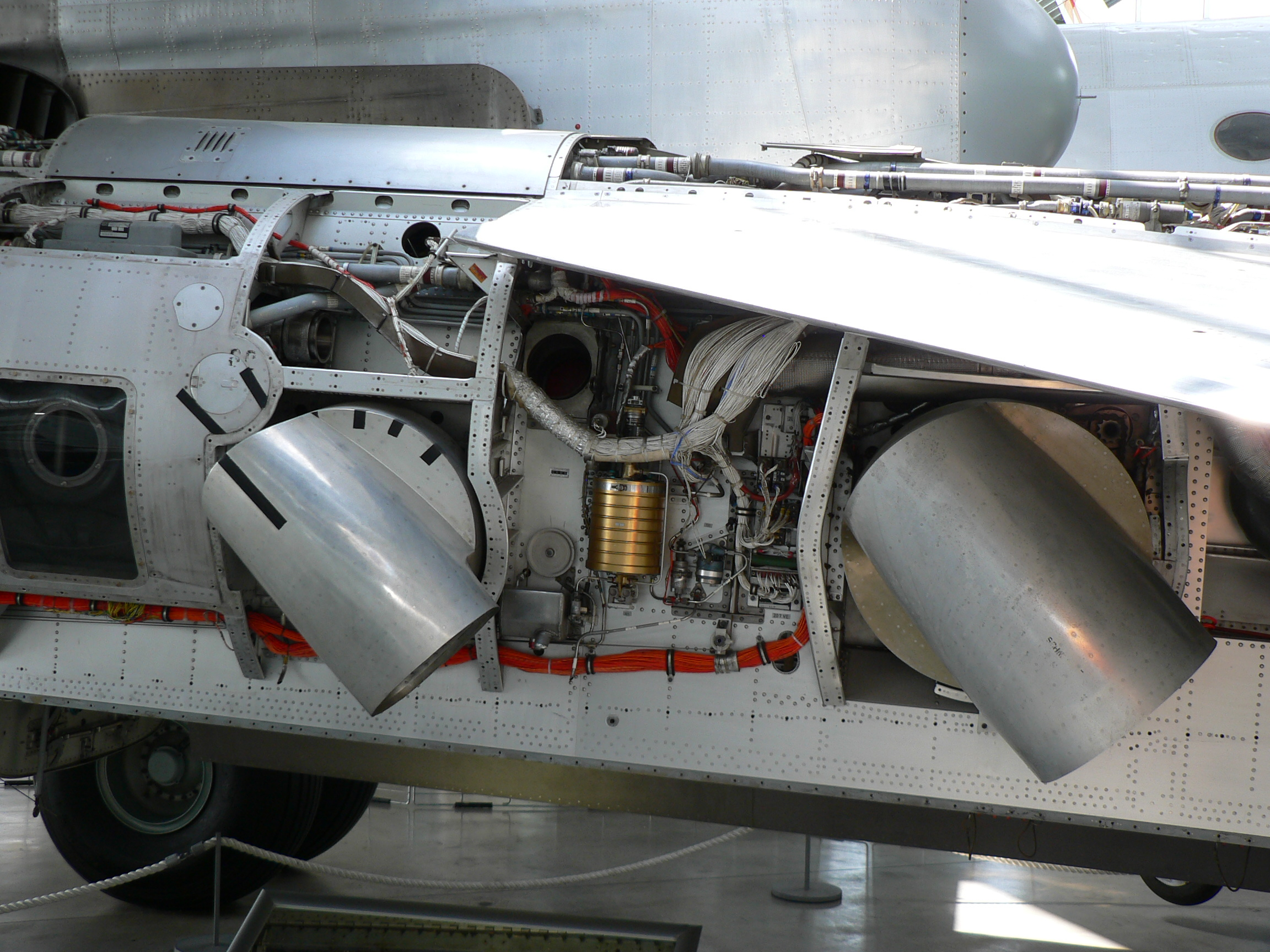
Die Schwenkdüsen des RB 193-12

Als Triebwerke kamen zwei Hubtriebwerke vom Typ Rolls-Royce RB.162-81 und ein Hub-Schub-Triebwerk vom Typ Rolls-Royce / MTU RB 193-12 zum Einsatz. Das Hub-Schub-Triebwerk befand sich in der Mitte des Flugzeugs und war wie beim Harrier mit vier Schwenkdüsen ausgestattet (siehe Foto). Die Hubtriebwerke waren vor und hinter dem Haupttriebwerk angebracht.
Es wurden drei Prototypen sowie ein Schwebegestell (SG 1262) zur Erprobung der Flugsteuerung gebaut.
- Erstflug Schwebegestell SG 1262: 1966
- Erstflug V1: 10. September 1971
- Erstflug V2: 2. Oktober 1971
- Letzter Flug am 4. September 1975

### Bewaffnung
Zur Unterbringung der Bewaffnung war ein Lastenraum unter dem Haupttriebwerk vorgesehen, welcher vier Meter lang, 88 cm breit und 60 cm hoch war. Bei den drei Prototypen waren in diesem Bereich die Messinstrumente und Anlagen zur Speicherung der Messdaten untergebracht. Es waren mehrere Rüstsätze 450-kg-Bomben, 225-kg-Bomben und ausfahrbaren Raketenwerfern mit je 54 × 7-cm-Raketen vorgesehen. Es waren zusätzlich auch der Einbau einer Kameraanlage, einer Bordkanone sowie eines 1700-l-Zusatztanks angedacht.

## Technische Daten
| Kenngröße               | Daten |
| ----------------------- | --- |
| Besatzung               | 1 |
| Länge                   | 14,72 m |
| Spannweite              | 6,16 m |
| Höhe                    | 4,30 m |
| Flügelfläche            | 12,5 m² |
| Flügelstreckung         | 3,0 |
| Flächenbelastung        | 680 kg/m² |
| Leermasse               | 5562 kg |
| Zuladung                | 2945 kg |
| Brennstoff              | 2100 kg |
| Senkrechtstartmasse     | 8507 kg |
| Reisegeschwindigkeit    | 740 km/h |
| Höchstgeschwindigkeit   | 1100 km/h |
| Steiggeschwindigkeit    | 35 m/s auf Meereshöhe                                                                                                   |
| Dienstgipfelhöhe (Soll) | 15.000 m bei 950 km/h                                                                                                   |
| Aktionsradius           | 400 km |
| Triebwerke              | ein Rolls-Royce-MTU RB.193-12 mit zwei Kalt- und zwei Heißdüsen (um 100 Grad schwenkbar) zwei Rolls-Royce RB.162-81 F08 |

## Erhaltene Exemplare

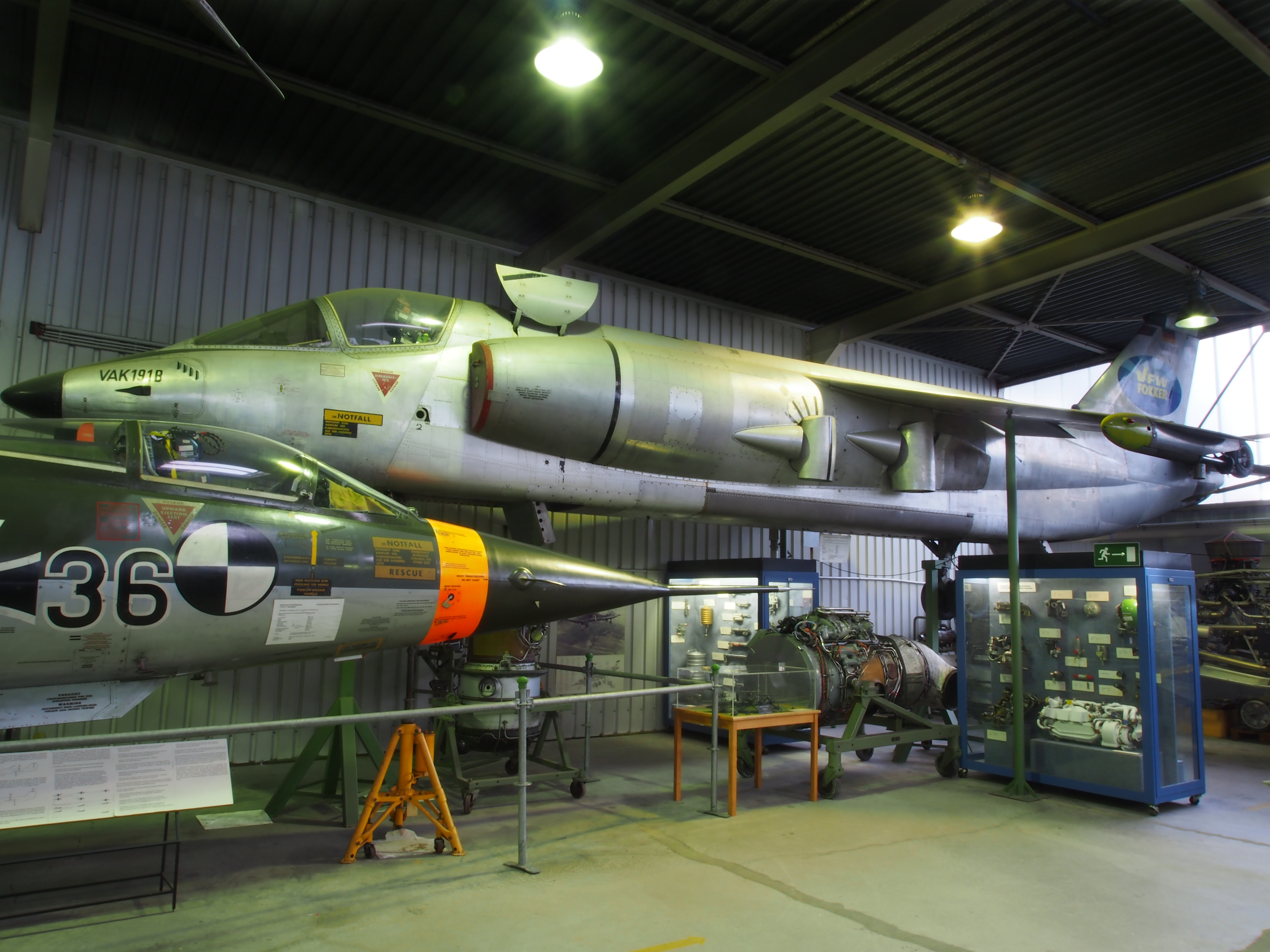
Der Prototyp V2 in der Wehrtechnischen Studiensammlung Koblenz

Alle drei gebauten Prototypen sind erhalten geblieben. Der Prototyp V1 ist in der Außenstelle des Deutschen Museums in der Flugwerft Schleißheim ausgestellt. Der Prototyp V2 und das Schwebegestell SG 1262 sind in der Wehrtechnischen Studiensammlung der Bundeswehr in Koblenz ausgestellt. Der Prototyp V3 steht auf dem Gelände der ehemaligen VFW-Fokker (jetzt Airbus) in Bremen.
Das zu Testzwecken gebaute Zweiwellen-Zweistromtriebwerk RB193-12 steht im MTU-Museum in München-Ludwigsfeld.